# Convento del Císter
El convento de la Inmaculada Concepción de la Orden de San Bernardo, más conocido como convento del Císter, ocupa un solar junto a la iglesia parroquial y a los restos del palacio de los Marqueses de Guadalcázar, en la localidad de Guadalcázar (Córdoba). El convento forma parte del conjunto de inmuebles construidos en la localidad en el siglo XVII bajo el patronazgo de la nobleza local, los Fernández de Córdoba.

## Historia
Se erige sobre la cota más elevada del núcleo urbano de la localidad. Su fundación se atribuye a Luis Fernández de Córdoba, hijo del séptimo Señor de Guadalcázar, que en 1620, cuando ocupaba la sede episcopal de Málaga, otorga un poder a Antonio de Baena para que inicie los trámites a tal efecto. El fallecimiento del prelado en 1625, en aquellos entonces ya arzobispo de Sevilla, provocaría la demora en la construcción del edificio, que no sería ocupado hasta el 17 de octubre de 1650, cuando llegan las cinco primeras religiosas procedentes del convento malagueño de Santa Ana. Se fijó en veintiséis el número máximo de religiosas, y la comunidad fue aumentando hasta que pocos años después la salud de las monjas quedó afectada alegando razones de salubridad en el lugar, y fueron finalmente trasladadas a Córdoba donde fundarían el Monasterio Cisterciense de la Inmaculada Concepción

## Descripción

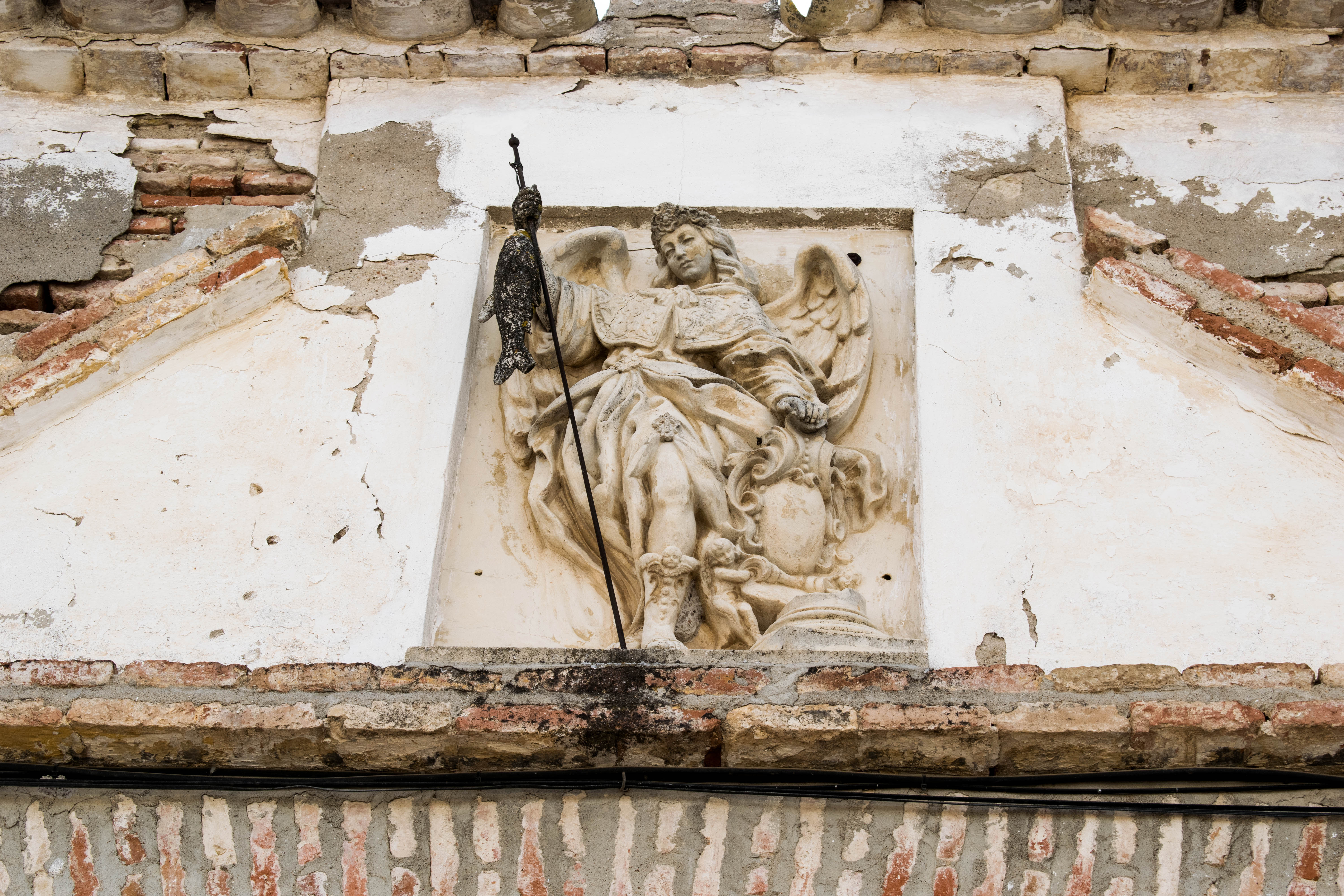
Escultura de San Rafael sobre la puerta del convento del Císter

El edificio, construido en ladrillo, consta de una nave principal de dos plantas, que en su día albergaba las celdas así como las dependencias más importantes del convento. El resto de dependencias ha desaparecido, si bien todas ellas se articulaban en torno a un patio que todavía existe situado en uno de los extremos del recinto conventual. Tras el edificio existía un huerto de una extensión considerable hoy convertido en parque público. Desconocemos la dimensión y distribución original del interior del edificio. En el exterior destaca sobre la entrada principal una escultura de San Rafael muy deteriorada. Una tribuna o galería elevada comunicaba directamente el convento con la Iglesia de Ntra. Sra. de Gracia.